# Huygens-Medaille
Die Huygens-Medaille ist eine nach Christiaan Huygens benannte Auszeichnung der Koninklijke Hollandsche Maatschappij der Wetenschappen die an herausragende Wissenschaftler von 1869 bis 1888 verliehen wurde.

## Huygens- und Boerhaave-Medaille 1869–1888
Im Jahr 1869, kurz vor dem Deutsch-Französischen Krieg, wurde von der Koninklijke Hollandsche Maatschappij der Wetenschappenaus Haarlem die Ehrung von Wissenschaftlern aus zehn Fachgebieten beschlossen.
Mit einem hoch dotierten Preis sollten international bedeutende Erfolge auf verschiedenen Fachgebieten während der letzten zwanzig Jahre belohnt werden. Die insgesamt zehn Medaillen sollten Wissenschaftlern zuerkannt werden, die sich durch Untersuchungen, Entdeckungen und Erfindungen verdient gemacht haben.
Für die Auswahl des Preisträgers berief man renommierte Wissenschaftler aus dem jeweiligen Fachgebiet in die Findungskommission.
Am Wettbewerb zur Auswahl des Medailleurs für die Gravur der Medaillen, nahmen unter anderem Jacob Samuel Cohen Elion und Johan Philip van der Kellen teil.
Es wurden zwei verschiedene Designs beim Amsterdamer Medailleur Elion in Auftrag gegeben: Ein Design für die „Huygens-Medaille“ mit einem Portrait-Relief von Christiaan Huygens und ein anderes für die Boerhaave-Medaille mit einem Seitenportrait-Relief von Herman Boerhaave nach einem Ölgemälde von Cornelis Troost.
Die Medaillen waren aus Gold oder Goldlegierung mit einem Materialwert von 500 Gulden bezogen auf 1869, in England etwa 40 Britische Pfund wert.
Wert und Gewicht wurden in England mit 40 gs. angegeben, was 335,5 Gramm 913er Goldlegierung entspricht.
Im Vergleich mit zeitgenössischen niederländischen Gulden-Münzen aus 900er Gold von 1842 und 1875 kann das Gewicht auf 338 Gramm approximiert werden.
Von jeder Medaille wurden fünf Stück angefertigt und im zweijährigen Wechsel ab 1870 verliehen.
Der letzte Wissenschaftler des ersten Durchgangs wurde 1888 während der Großen Depression ausgezeichnet.
Mit der Huygens-Medaille wurden zu fünf Terminen Wissenschaftler aus Fachgebieten geehrt, die den damals so genannten Exakten Wissenschaften zugerechnet wurden.
Sie wurde ab 1870 im vierjährigen Rhythmus verliehen.
Im Jahr 1882 gab es zwei Preisträger.
Mit der Boerhaave-Medaille wurden Wissenschaftler geehrt, die sich auf Fachgebieten des eher „organischen“ Bereichs verdient gemacht hatten.
Diese wurde erstmals 1872 und danach im vierjährigen Rhythmus verliehen.
Die Aufschrift auf der Rückseite lautet: „Societatis Scientiarum Hollandicae - Magnum Praemium“ um den Lorbeerkranz und in der Mitte der Name des Preisträgers, der Grund der Würdigung und das Jahr.
Zusätzlich bekamen die Preisträger eine lebenslange Mitgliedschaft in der auf 120 Mitglieder limitierten Holl. Mij. d. Wetenschappen.
Geplant war, die Medaillen in der gleichen Reihenfolge alle 20 Jahre neu zu verleihen.
Der zweite Durchgang sollte 1890 wieder mit der Huygens-Medaille für Physik beginnen, wozu es aber offensichtlich nicht mehr kam.
Stattdessen wurde ein einzelner Gelehrter zwischen 1889 und 1908 zehnmal mit Geld subventioniert, um notwendige Untersuchungen durchzuführen.
Der Verbleib der goldenen Versionen der Medaillen ist nicht bekannt, aber es liegt eine Boerhaave-Medaille mit ungraviertem Textfeld aus einer Kupferlegierung, datierend aus dem 19. Jahrhundert, in einem Museum, Bildseite signiert mit J. Elion F.
Varianten, die die gleiche Bildseite benutzen, werden zurzeit für den Boerhaave Biografie Preis verwendet.
| Medaille u. Jahr        | Preisträger            | Fachgebiete Exakte Wiss. / Organisches    | Mitgliedschaft in der Holl. Mij. d. Wetensch. | Anmerkungen |
| ----------------------- | ---------------------- | ----------------------------------------- | --------------------------------------------- | ----------- |
| Huygens-Medaille 1870   | Rudolf J. E. Clausius  | Physik                                    | 1857–1888                                     | [2][7]      |
| Boerhaave-Medaille 1872 | Henry Clifton Sorby    | Geologie und Mineralogie                  | 1872–1908                                     | [2][8]      |
| Huygens-Medaille 1874   | August Kekulé          | Chemie                                    | 1874–1896                                     | [2][9][10]  |
| Boerhaave-Medaille 1876 | Wilhelm Hofmeister     | Botanik                                   | 1876–1877                                     | [2][11]     |
| Huygens-Medaille 1878   | Simon Newcomb          | Astronomie                                | 1878–1909                                     | [2][12]     |
| Boerhaave-Medaille 1880 | Henri Milne Edwards    | Zoologie                                  | 1851–1885                                     | [2][13]     |
| Huygens-Medaille 1882   | Christoph Buys Ballot  | Meteorologie                              | 1857–1890                                     | [14][15]    |
| Huygens-Medaille 1882   | Georg von Neumayer     | Meteorologie                              | 1882–1909                                     | [14][16]    |
| Boerhaave-Medaille 1884 | Frans Cornelis Donders | Physiologie                               | 1855–1889                                     | [2][17][18] |
| Huygens-Medaille 1886   | Arthur Cayley          | Reine Mathematik u. angewandte Mathematik | 1886–1895                                     | [19]        |
| Boerhaave-Medaille 1888 | Rudolf Virchow         | Anthropologie                             | 1880–1902                                     | [2][20]     |
| Kommissionsmitglieder (Auswahl) |                            | |
| Jahr                            | Ausgezeichnetes Fachgebiet | Personen |
| 1872                            | Geologie u. Mineralogie    | Hermann Vogelsang (Vorsitzender)[21] |
| 1874                            | Chemie                     | C.H. van Ankum[22], Jacob Maarten van Bemmelen[23], Daniël de Haan[24], Antoine Corneille Oudemans Jr.[25],                                                                                                |
| 1876                            | Botanik                    | Willem Frederik Reinier Suringar[26], Cornelis M. van der Sande Lacoste[27], Frederik Willem van Eeden[28], Corneille Antoine Jean Abraham Oudemans[29]                                                    |
| 1878                            | Astronomie                 | Christoph Buys Ballot[30], Hendrik van de Sande Bakhuyzen[31], Volkert Simon Maarten van der Willigen[32], Jean Abraham Chrétien Oudemans[33]                                                              |
| 1880                            | Zoologie                   | Christiaan Karel Hoffmann[34], Margarethus Cornelis verLoren van Themaat[35], Pieter Harting[36], Alexander Willem Michiel van Hasselt[37], Tiberius Cornelis Winkler[38], Gerardus Frederik Westerman[39] |

## Huygens-Medal 1913
Als Zeitungsente entpuppte sich die Information, nach der am 1. Dezember 1913 Sir William Crookes, Präsident der Royal Society, auf dem jährlichen Treffen der Gesellschaft eine Huygens-Medal an Alexander Graham Bell verliehen hat.
Es handelte sich dabei um die nach David Edward Hughes benannte Hughes-Medal, die noch heutzutage verliehen wird.

## Boerhaave-Medaille seit 2012
Im Rahmen des Boerhaave Biografie Preises, auf Niederländisch Boerhaave Biografie Prijs, wird eine modifizierte Reproduktion der Boerhaave-Medaille aus dem 19. Jahrhundert für die Autoren der besten Biografie oder Analyse der Korrespondenz eines Wissenschaftlers verliehen.
Der Boerhaave Biografie Preis ist seit 2011 eine gemeinsame Initiative der Koniglijke Hollandsche Maatschappij der Wetenschappen in Haarlem und dem Rijksmuseum Boerhaave in Leiden.
Alle drei Jahre wird der Preis verliehen, der aus einer Boerhaave-Medaille, 2500 Euro und einer Urkunde besteht.
Die Bildseite der Medaille mit dem Seitenportrait von Herman Boerhaave ist identisch mit der Boerhaave-Medaille aus dem 19. Jahrhundert inklusive der Signatur J. Elion F.
Die Rückseite zeigt abweichend zu der alten Medaille die aktuelle Bildmarke des Museum Boerhaave, das seit 2017 Rijksmuseum Boerhaave heißt.
| Verleihungen                       | Bemerkungen                                                                  |
| ---------------------------------- | ---------------------------------------------------------------------------- |
| 2012: Kees Schuyt                  | Über Autor Willem Nagel (1910–1983) (Buch, erschienen 2010)[43]              |
| 2015: Patricia Faasse              | Über Biologin Johanna Westerdijk (1883–1961) (Buch, erschienen 2012)[43]     |
| 2018: Jaap Verheul                 | Über Historiker John Lothrop Motley (1814–1877) (Buch, erschienen 2017)[43]  |
| 2021:Frits Berends, Dirk van Delft | Über Physiker Hendrik Antoon Lorentz (1853–1928) (Buch, erschienen 2019)[43] |

## Weitere Huygens-Preise
- Christiaan-Huygens-Medaille: Wird seit 2008 jährlich von der Abteilung Geosciences Instrumentation and Data Systems der European Geosciences Union an vermessende und Daten interpretierende Geowissenschaftler verliehen.
- Christiaan Huygens Wetenschapsprijs, auch Christiaan Huygens Prijs, englisch Christiaan Huygens Science Award: Wird von der Koninklijke Nederlandse Akademie van Wetenschappen (KNAW) seit 1998 an junge Forscher verliehen, die in ihren Dissertationen wichtige Innovationen auf Forschungsgebieten erreichten, für die sich Christiaan Huygens interessierte.[47][48] Die Preisträger bekommen 10.000 Euro Preisgeld, eine Bronzestatue, die Huygens in zeitgenössischer Kleidung darstellt, und eine Urkunde.[49]
- Descartes-Huygens Prijs / Prix Descartes-Huygens: Er ist eine gemeinsame Initiative der französischen und niederländischen Regierungen. Seit 1995 werden jährlich ein französischer und ein niederländischer Preisträger benannt. Die französische Person wird durch die KNAW ausgesucht. Die niederländischen Person wird durch die französische Académie des sciences bestimmt.[50][51]
- Constantijn Huygensprijs: Ein niederländischer Literaturpreis, der seit 1947 durch die niederländische Jan Campert Stichting verliehen wird.